# Final Destination 3
Final Destination 3 ist ein US-amerikanischer Teenie-Horrorfilm aus dem Jahr 2006. Er setzt die Final-Destination-Filmreihe fort, die im Jahr 2000 mit Final Destination begann und 2003 mit Final Destination 2 fortgesetzt wurde. Der Film hatte seine Premiere am 10. Februar 2006 in den USA und lief am 13. April 2006 in den deutschen Kinos an, wo er von mehr als 600.000 Zuschauern gesehen wurde.
Das Grundthema der Final-Destination-Reihe ist die Überlistung des Schicksals. Durch Visionen einzelner betroffener Personen ist es diesen möglich, die Zukunft vorherzusehen. Stets wird dadurch der Tod verschiedener Personen zunächst verhindert, da aber das Sterben vorbestimmt war, holt sich der Tod nacheinander alle ihm zugedachten Opfer.

## Handlung
Die junge High-School-Absolventin Wendy Christensen hat in einem Vergnügungspark eine Vision, dass die Achterbahn, die sie gerade mit ihren Freunden benutzen will, aufgrund einer Verkettung unglücklicher Umstände entgleisen und so alle Passagiere in den Tod reißen wird. Sie und einige ihrer Schulkameraden fahren daraufhin nicht mit der Bahn, die kurz darauf tatsächlich verunglückt. Unter den Opfern befinden sich auch Wendys Freund sowie ihre beste Freundin Carrie.
Als wenig später die Überlebenden – zum Teil unter grausamen Umständen – sterben und Carries Freund Kevin Fischer sie darauf hinweist, dass der Tod sie holen will, will Wendy dies erst nicht glauben. Doch dann entdeckt Wendy, dass die Fotos, die sie vor der Fahrt geschossen hat, Hinweise auf die Todesumstände der Überlebenden geben. Zusammen mit Kevin versucht sie, den Tod zu überlisten. Erschwert wird dies durch den Umstand, dass die beiden die Namen zweier Überlebender nicht kennen.
Wendy und Kevin finden heraus, dass das in einem Baumarkt arbeitende, ewig schwarz gekleidete Pärchen Erin und Ian ebenfalls in der Achterbahn ums Leben gekommen wären. Erin stirbt noch im Baumarkt, wofür Ian Wendy die Schuld gibt. Wendy findet schließlich heraus, dass auch ihre Schwester Julie in der Achterbahn saß, was diese bislang verschwiegen hat. Bei einem Volksfest wird Julie daraufhin beinahe vom Zaumzeug eines durchgehenden Pferdes erdrosselt, kann aber in letzter Sekunde von Kevin gerettet werden, bevor sie in einen spitzkantigen Rechen geschlittert wäre. Es stellt sich heraus, dass nicht nur Julie in der Achterbahn gesessen hat, sondern auch deren Freundin Perry. Diese wird Sekunden später durch das Aufbäumen des immer noch nicht beruhigten Pferdes von einem umherschleudernden Flaggenmast aufgespießt. Die drei zeitweilig Überlebenden müssen danach zuschauen, wie der größenwahnsinnig gewordene Ian, der möglicherweise darauf aus ist, Wendy etwas anzutun, von einem herabfallenden Kranständer zerschmettert wird. Kevin wird vor dem Tod gerettet und damit – so glauben die Protagonisten – sei der Plan des Todes vereitelt.
Fünf Monate später: Wendy hat in New York als Studentin ein neues Leben begonnen, als sie in einem U-Bahn-Waggon plötzlich merkt, dass der Tod anwesend ist. Sie erkennt plötzlich etliche Zeichen wie flackerndes Licht, Luftbrisen, Schilder mit der Aufschrift „Tod“ und das Lied, das sie bereits vor dem Volksfest vor ihrem Tod warnte. Die Zugnummer 081, die in einem Spiegel am U-Bahnhof wie 180 aussieht (eine Anspielung u. a. auf Flug 180 aus Final Destination 1), und die Durchsage des Lokführers bestärken ihren Verdacht. Außerdem entdeckt sie Werbeplakate, die auf jene Orte oder Namen hinweisen, an denen die anderen „Überlebenden“ gestorben sind. Als sie dann an der nächsten Station aussteigen will, hindert sie die Umarmung ihrer Schwester, die gerade die U-Bahn betritt, daran. Wendy erzählt ihr von ihrer Angst, doch Julie beruhigt sie, indem sie darauf hinweist, dass, solange Kevin und sie noch nicht tot sind, auch Wendy nichts geschehen wird. Durch Zufall trifft sie kurze Zeit später Kevin in genau diesem U-Bahn-Waggon. Eine dunkle Vorahnung beschleicht sie und sie denkt daran, was ihr ihre Schwester gesagt hat: Nach ihr und Kevin ist Wendy dran.
Wendy durchlebt erneut eine Vision, in der sie den Zug auf ein falsches Gleis rauschen sieht. Durch die Entgleisung kommen ihre Schwester und Kevin grausam ums Leben, sie wird aus dem Wrack auf die Gleise geschleudert und sieht einen entgegenkommenden Zug nahen. Kurz darauf springt der Film zurück zu der Szene, in der Wendy und Julie Kevin treffen – die drei müssen dem Unabwendbaren entgegensehen. Zwar ist es nicht eindeutig, ob die Protagonisten ums Leben kommen, jedoch werden die vergeblichen Bemühungen, die Notbremse zu betätigen, zum Abspann übergeblendet, und die nachfolgenden Geräusche lassen kaum Zweifel übrig.

## Synchronisation
Die deutsche Synchronisation übernahm die Film- & Fernseh-Synchron GmbH in München. Dialogbuch und -regie stammen von Jan Odle.
| Darsteller              | Rolle             | Synchronsprecher     |
| ----------------------- | ----------------- | -------------------- |
| Mary Elizabeth Winstead | Wendy Christensen | Shandra Schadt       |
| Ryan Merriman           | Kevin Fischer     | Jan Makino           |
| Kris Lemche             | Ian McKinley      | Stefan Günther       |
| Alexz Johnson           | Erin Ulmer        | Angela Wiederhut     |
| Texas Battle            | Lewis Romero      | Benedikt Weber       |
| Amanda Crew             | Julie Christensen | Gabrielle Pietermann |
| Chelan Simmons          | Ashley Freund     | Barbi Schiller       |
| Crystal Lowe            | Ashlyn Halperin   | Veronika Neugebauer  |
| Jesse Moss              | Jason Wise        | Clemens Ostermann    |
| Gina Holden             | Carrie Dreyer     | Marieke Oeffinger    |
| Sam Easton              | Frankie Cheeks    | Dirk Meyer           |

## Todesumstände
Die Todesumstände sind bizarrer als im Vorgänger. Die Protagonisten sterben durch Verbrennung, durch Zerstückelung des Kopfes, durch Zerquetschung des Kopfes, durch Durchbohren des Kopfes, durch Durchbohrung des Körpers und durch Zertrümmerung des Körpers.
- Ashley und Ashlyn sterben im Sonnenstudio, weil der Temperaturregler durch einen Kurzschluss (ausgelöst durch Kondenswasser von Ashleys Slushy) überspannt und die Solarien so stark erhitzt, dass diese Feuer fangen und die beiden Frauen darin verbrennen. Sie können nicht aus den Solarien flüchten, da ein Teil einer zuvor beschädigten Holzablage die Abdeckungen blockiert hat.
- Frankies Kopf wird, als er mit seinem Wagen im Drive-In eines Imbisses steht und ein LKW in die Autoschlange rast, vom Luftkühler des Motors des Autos hinter ihm zerfleischt.
- Lewis stirbt, als im Fitnessstudio die Schwerter des Teamwappens Seile des Fitnessgerätes, das er benutzt, durchtrennen und wenig später die Gewichte seinen Kopf zerquetschen.
- Im Baumarkt stirbt Erin durch eine Nagelpistole, welche viele Nägel durch ihren Kopf schießt.
- Perry, die Freundin von Wendys Schwester Julie, wird beim Volksfest von einer Eisenstange durchbohrt, die vom wildgewordenen Pferd mitgerissen und durch die Luft geschleudert wurde.
- Ian wird vom entsicherten Arm einer Hebebühne zerquetscht.
- Julie, Kevin und Wendy sterben fünf Monate später bei der Entgleisung eines Zuges. Ob der Unfallhergang Wendys Vision entspricht, ist jedoch nicht bekannt, da der Film während des Selbstrettungsversuchs der drei endet. Nur die hörbaren Geräusche des entgleisenden Zuges bestätigen dies vermutlich.Original Nagelpistole aus Final Destination 3 mit der Erin im Baumarkt getötet wurde.

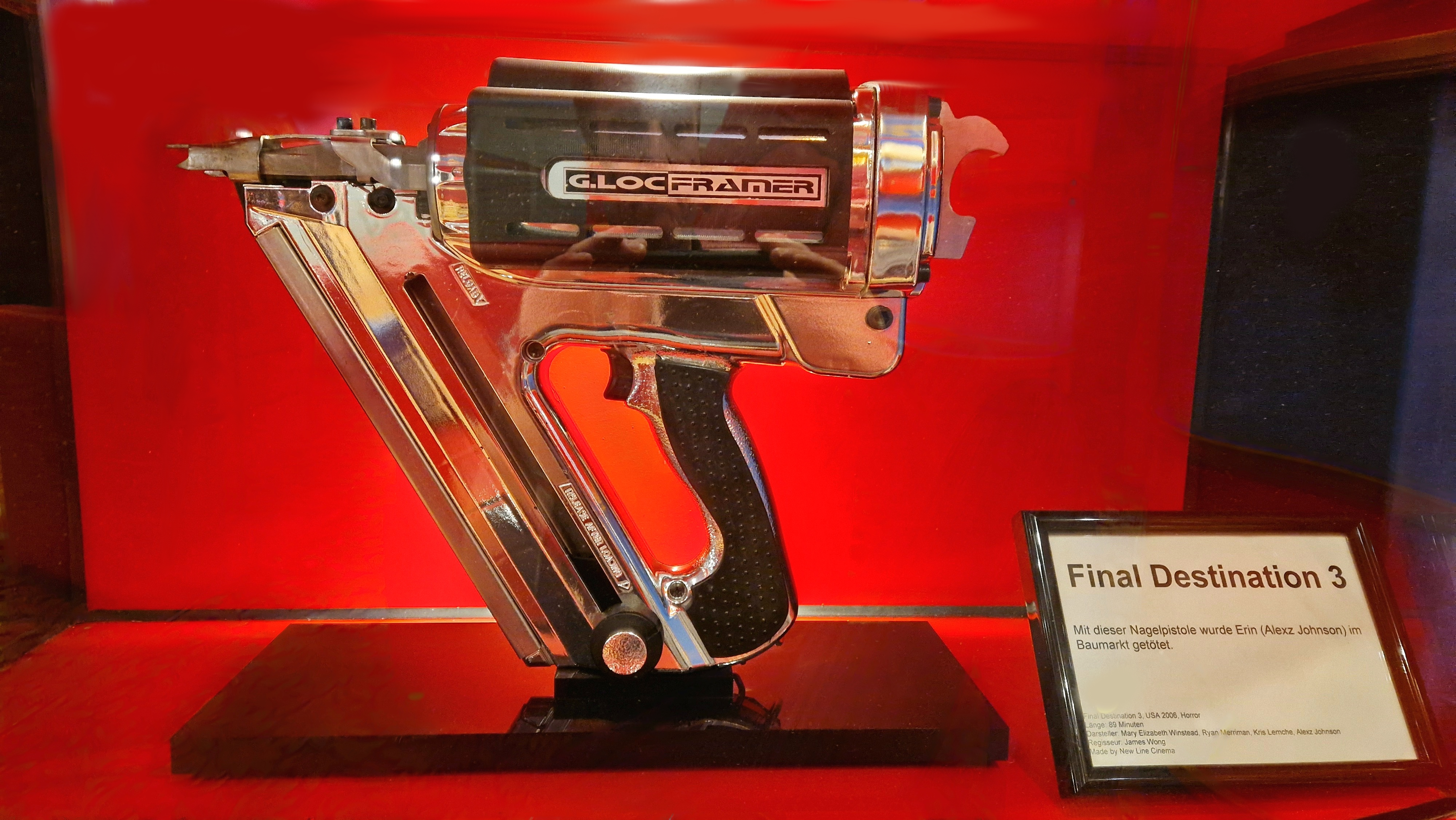
Original Nagelpistole aus Final Destination 3 mit der Erin im Baumarkt getötet wurde.

### Verbindungen zu den anderen Teilen
Wie in den anderen Final-Destination-Filmen gibt es auch hier einige „Running-Gag“-artige Verbindungen zu den vorherigen Teilen:
- Der gesamte Vorspann ist eine Art Vorschau auf die Unfälle, die im Film passieren werden.
- Der Truck, der dafür sorgt, dass Frankie das Zeitliche segnet, ist im zweiten Teil in der Highway-Crash-Szene zu sehen („drink responsibly“). Die Biermarke „Hice Pale Ale“, die der Truck bewirbt, taucht auch in den anderen Teilen auf.
- Das Lied, das bei Ashleys und Ashlyns Beerdigung gespielt wird, ist dasselbe, das bei der Trauerfeier der Flugzeugopfer in Teil 1 zu hören ist.
- Im Fitnesscenter läuft das Lied Killing Time im Radio, bevor der Unfall passiert. Auch vor dem Tod von Frankie im Drive-In und am Ende in der U-Bahn kommt das Lied Turn Around, bevor der Unfall passiert. Etwas Ähnliches geschieht im zweiten Teil, wo vor dem Highway-Crash Highway to Hell im Radio läuft.
- Bei der Szene im Werkzeuglager spielt das Regal mit der Nummer 081 eine tragende Rolle. Die Liniennummer der U-Bahn, in der sich die Überlebenden am Ende treffen, ist ebenfalls die 081… oder – im Spiegel – 180 (Flugnummer im ersten Teil). Diese Nummer taucht in allen fünf Final-Destination-Teilen auf, wenn kurz darauf eine Katastrophe geschieht.
- In dem Film kommt recht häufig das Lied Turn Around von The Lettermen vor. Eine Drehung um 180° nennt man auch „Turn around“.
- Carrie Dreyers (Wendys Freundin, die in der Achterbahn stirbt) Cousine Blake ist ein Opfer von Flug 180 aus dem ersten Teil.

## Kritik
Richard Roeper (Chicago Sun-Times) kritisiert die Figuren des Films als die dümmsten der Filmgeschichte.

## Fortsetzungen
Am 3. September 2009 erschien die dritte Fortsetzung, Final Destination 4, in den deutschen Kinos. Regie führte wieder David R. Ellis, der auch schon für den zweiten Teil zuständig war. Wie im dritten Teil schrieb Glen Morgan gemeinsam mit Ellis wieder das Drehbuch. Dieser Teil wurde – wie es eigentlich hätte bei Teil 3 schon geschehen sollen – in 3D produziert. Final Destination 5 erschien am 25. August 2011 in den deutschen Kinos.

## Trivia
- Der Film stieg gleich an seinem Eröffnungswochenende auf Platz 2 der US-amerikanischen Kinocharts ein und spielte dort 19 Mio. US-Dollar ein, kaum weniger als das Budget des Filmes, das bei geschätzten 25 Mio. US-Dollar lag.[4] Damit gehört die Final-Destination-Reihe zu den finanziell erfolgreichsten Filmreihen. Für die gleichzeitig erscheinende Buchreihe zu den Filmen wurden die Teile 4 und 5 bereits angekündigt.
- Die Überlebenden des zweiten Teils (Kimberly und Burke) sollten einen Cameo-Auftritt in diesem Film haben und beim Unfall des U-Bahn-Zuges am Ende dieses Films ihr Leben verlieren. Da die Schauspieler A. J. Cook und Michael Landes aber mit anderen Projekten beschäftigt waren, wurde diese Idee fallen gelassen. Im alternativen Ende des Films stellt sich in einem Zeitungsbericht heraus, dass Kimberly und Burke nach einer Kettenreaktion in einem Baumarkt von einem Holzhacker zerstückelt worden sind.
- Der Film endete ursprünglich mit der Katastrophe auf dem Volksfest. Nachdem ein Testpublikum diesem Ende aber miserable Noten gab, wurde dem Film mit dem U-Bahn-Unfall ein „weiteres“ Ende hinzugefügt.[5]
- Arbeitstitel des Filmes waren Cheating Death: Final Destination 3 und Final Destination 3-D.
- Wie die anderen beiden Teile wurde auch Final Destination 3 in der Umgebung der kanadischen Stadt Vancouver gedreht.
- Die Achterbahn aus dem Film heißt Corkscrew und steht im Freizeitpark Playland im kanadischen Vancouver.[6]
- Im Sonnenstudio hören Ashley und Ashlyn passenderweise den Song Love Rollercoaster der Ohio Players.